# André Vauchez (historien)
Ne doit pas être confondu avec André Vauchez (homme politique).
André Vauchez, né le 24 juillet 1938 à Thionville, est un universitaire et historien français spécialiste du Moyen Âge.

## Biographie

### Formation
Ancien élève de l'École normale supérieure (1958 L), reçu premier à l'agrégation d'histoire (1962), membre de l'École française de Rome (1965-1968), André Vauchez s'est spécialisé dans l'histoire de la sainteté et de la spiritualité médiévales. 
Sa thèse sur l'histoire de la canonisation et de la sainteté à la fin du Moyen Âge, La Sainteté en Occident aux derniers siècles du Moyen Âge (1198-1431), Recherches sur les mentalités religieuses médiévales, soutenue en 1978, a fait date.

### Carrière universitaire
Il a été successivement assistant et maître-assistant à l'université Paris IV, directeur des études pour le Moyen Âge à l'École française de Rome (1972-1979) puis maître de recherches au Centre national de la recherche scientifique (CNRS) avant d'être professeur d'histoire médiévale à l'université de Rouen (1980-1982) puis à l'université Paris X Nanterre (1983-1995). Il est membre senior de l'Institut universitaire de France de 1991 à 1996. Il a été directeur de l'École française de Rome de 1995 à 2003.
Il est membre de l'Académie des inscriptions et belles-lettres depuis 1998, de l’Accademia nazionale dei Lincei (Rome), de l'Académie tunisienne des sciences, des lettres et des arts (Tunis), de l'Académie pontificale romaine d'archéologie (Vatican) et de l'Académie royale des sciences, des lettres et des beaux-arts de Belgique (Bruxelles). Il est également membre associé de la British Academy et membre correspondant de la Medieval Academy of America.
Professeur émérite, il est membre du Comité des travaux historiques et scientifiques (Cths), du comité pontifical des sciences historiques et des conseils scientifiques de l’Université de Saint-Marin et de l’École normale supérieure. Il est aussi membre du comité de parrainage de la Coordination française pour la décennie de la culture de non-violence et de paix, Visiting fellow à All Souls College d'Oxford (1986) et Visiting member à l’Institute for Advanced Study de Princeton (1991).
Président de l'Académie des inscriptions et belles-lettres pour 2009 et 2011, il a dirigé la Revue Mabillon et il fait partie du comité de rédaction de la revue Hagiographica (Florence) et du Journal of Ecclesiastical History (Cambridge).

## Publications

### Ouvrages
- La Spiritualité du Moyen Âge occidental VIIIe – XIIIe siècle, Paris, Presses universitaires de France, 1975[10].
- Religion et société dans l'Occident Médiéval, Turin, Bottega Erasmo, 1980.
- La Sainteté en Occident aux derniers siècles du Moyen Âge (1198-1431), Rome, École française de Rome, 1981[11] [trad. angl. : Sainthood in the Later Middle Ages, Cambridge, 1987 et trad. ital. : La santità nel Medioevo, Bologne, 1989].
- Les Laïcs au Moyen Âge. Pratiques et expériences religieuses, Paris, Le Cerf, 1987[12].
- Saints, prophètes et visionnaires : le Pouvoir du surnaturel au Moyen Âge, Paris, Albin Michel, 1999.
- François d'Assise, Paris, Fayard, 2009.
- Les Hérétiques au Moyen Âge. Suppôts de Satan ou chrétiens dissidents ?, Paris, CNRS, 2014[13].
- Catherine de Sienne, Paris, Le Cerf, 2015  (ISBN 9782-2040-9808-3)
- S. Homebon de Crémone « père des pauvres » et patron des tailleurs, Bruxelles, Société des Bollandistes, 2018.
- Sanctuaires chrétiens d’Occident (IVe – XIVe siècle), Paris, Le Cerf, 2021
- Les passionnées de Dieu. Expériences religieuses féminines au Moyen Âge, Paris, Le Cerf, 2025.

### Direction d'ouvrages
- Mouvements franciscains et société française XIIe – XXe siècle, Paris, Beauchesne, 1984.
- Histoire du christianisme, t. IV, V et VI, Paris, Desclée, 1990-1993.
- La Religion civique à l'époque médiévale et moderne (chrétienté et islam), Rome, École française de Rome, 1995.
- Dictionnaire encyclopédique du Moyen Âge, 2 vol., Paris, Cerf, 1997-1998.
- Cardinal Yves Congar (1904-1995), Paris, Cerf, 1999.
- Rome, l'idée et le mythe : du Moyen Âge à nos jours, Paris, Fayard, 2000.
- Lieux sacrés, lieux de culte, sanctuaires, Rome, École française de Rome, 2000.
- Culte et pèlerinages à Saint Michel en Occident : les trois monts dédiés à l'archange, Rome, École française de Rome, 2003.
- Ermites de France et d'Italie, Rome, École française de Rome, 2003.
- L'Histoire des moines, chanoines et religieux au Moyen Âge : Guide de recherche et documents, Turnhout, Brepols, 2004.
- I santuari cristiani d'Italia : Bilancio del censimento e proposte interpretavive, Rome, École française de Rome, 2007.
- Pratiques et discours alimentaires en Méditerranée de l'Antiquité à la Renaissance, Paris, De Boccard, 2007.
- Christianisme : Dictionnaire des temps, des lieux et des figures, Paris, Le Seuil, 2010.
- Rome au Moyen Âge, Paris, Riveneuve éditions, 2010.
- Histoire du Moyen Âge, Paris, Complexe, 2010.
- Les Sanctuaires et leur rayonnement dans le monde méditerranéen de l'Antiquité à l'époque moderne, Paris, De Boccard, 2010.
- L'Intuition prophétique. Enjeu pour aujourd'hui, Paris, Atelier, 2011.
- Prophètes et prophétisme, Paris, Seuil, 2012.
- Sainte Colette et sa postérité, Paris, Éditions Franciscaines, 2016.
- Les Dominicains en France (XIIIe – XXe siècle), Paris, Cerf, 2017.
- Penser l'utopie, Paris, De Boccard, 2018.
- Dictionnaire des saints et grands témoins du christianisme (avec Jean-Robert Armogathe), Paris, CNRS Éditions, 2019, 1392 p.

## Distinctions

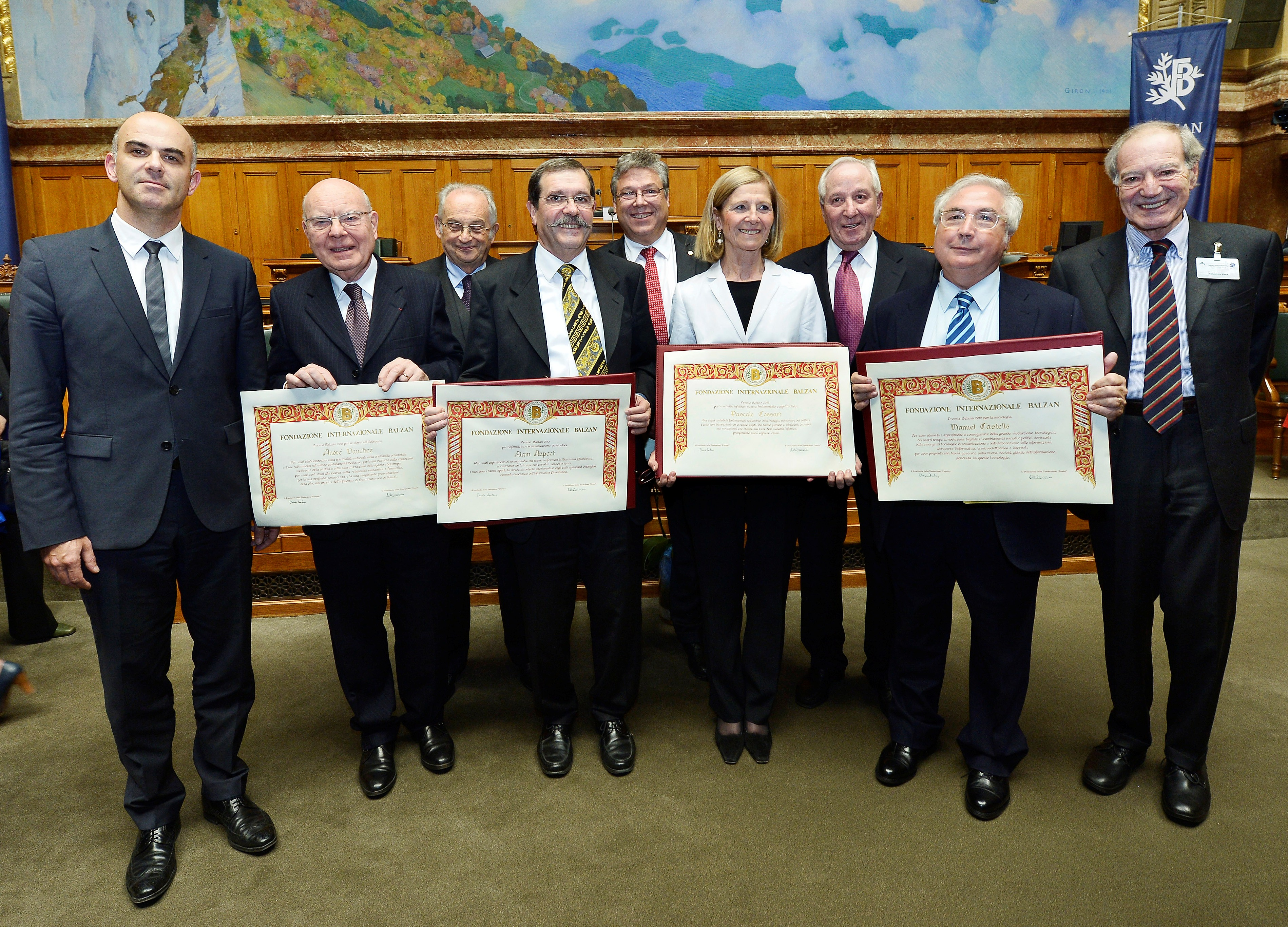
André Vauchez avec Alain Aspect, Pascale Cossart et Manuel Castells lors de la cérémonie de remise des Prix Balzan, le 15 novembre 2013 à Berne.

### Décorations
- Officier de la Légion d'honneur (2015).
- Officier de l'ordre national du Mérite (2008).
- Commandeur de l'ordre des Palmes académiques.
- Commandeur de l'ordre du Mérite de la République italienne.

### Récompenses
- Docteur honoris causa de l’université de Genève.
- Prix Chateaubriand (2010)[14].
- Prix Balzan (2013)[15].